# Padstow Heights, New South Wales

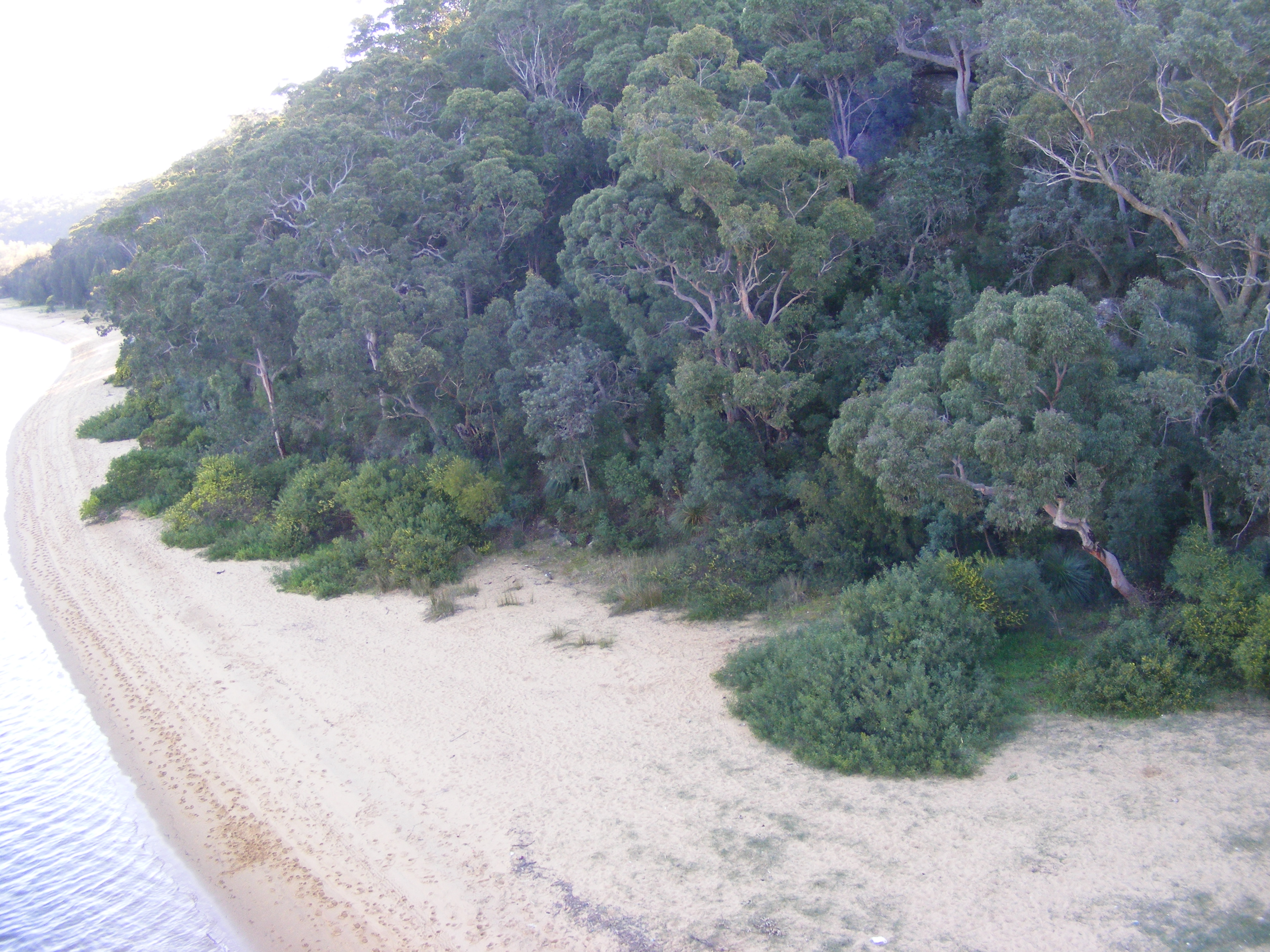
Padstow Heights. View Podul Alfords Point

Padstow Heights este o suburbie în Sydney, Australia.